# Mitró György
Mitró György (Nyíregyháza, 1930. március 6. – Budapest, 2010. január 4.) olimpiai ezüstérmes úszó.

## Élete

### Korai évek
Szegény vasutas gyermekeként látta meg a napvilágot, 1930-ban, Nyíregyházán, ahol hat testvérével együtt nevelkedett. 1945-ben a szovjet katonák majdnem agyonlőtték, mivel leventekorából megőrizte a sapkáját, és azt hitték, katona. A szovjetek (annak ellenére, hogy nem volt katona) háromszor ejtették „hadifoglyul”, 1945-ben (egyszer apjával együtt), mindannyiszor megszökött. A kassai Horthy Miklós Repülőakadémia, ahol tanulmányait folytatta, időközben megszűnt, s ekkoriban nyergelt át Mitró a versenyúszásra (kora gyermekkorában, szülővárosa közelében, a bujtosi bányagödörben tanult meg úszni; úszómedencével először Debrecenben találkozott). 1946-ban a szentesi vasutasbajnokságon a nyíregyházi MÁV színeiben három számban győzött.
Itt került barátságba a szintén eredményes sportoló Hasznos Istvánnal, aki szólt az érdekében Rajki Béla edzőnek, s az elintézte, hogy a még teljesen ismeretlen Mitró részt vehessen a budapesti országos bajnokságon; ahol is harmadik helyezett lett. 1946-ban már hívták versenyezni, Egerben nyert is.
1947-ben szülei tilalma ellenére felköltözött Budapestre, elsősorban Rajki hívására, aki az edzője lett.

### Sportkarrier
A Budapesti Előre úszójaként 1947-től 1952-ig volt a magyar úszóválogatott tagja. Az 1947. évi monte-carlói Európa-bajnokságon három érmet – köztük egy aranyat – nyert. 1948-ban két egyéni gyorsúszószámban állított fel Európa-csúcsot. Részt vett az 1948. évi londoni olimpián, ahol 1500 méteres gyorsúszásban bronzérmet, a Nyéki Imre, Mitró György, Szathmáry Elemér, Kádas Géza összeállítású gyorsváltó tagjaként – Európa-csúccsal – ezüstérmet nyert. 1948-ban a magyar gyorsváltó tagjaként három alkalommal javított Európa-csúcsot. Az 1952. évi olimpián már nem vett részt.

### A törés után
Ígéretesnek induló karrierje pont fénykorában, egy, a Rákosi-rendszer számára nemkívánatos, Sztálint gúnyoló vicc miatt tört derékba, amit 1950 márciusában mondott egy edzésen társainak a Margit-szigeti Hajós Alfréd Nemzeti Sportuszoda melegvizes medencéjében (- „Tudjátok, miért hívják az Andrássy utat Sztálin útnak? – Azért, mert az állatkertbe vezet”). A közelben úszni tanuló államvédelmisek meghallották, egyikük kérdőre vonta Mitrót („Milyen viccet mesélt az elvtárs?"). Egy különítmény nem sokkal később beszállította az Andrássy út 60-ba, de szocdemes bátyja és annak kapcsolatai közbenjárására kiengedték. Az országból azonban már nem, útlevelet nem kaphatott (1950-1963), így lényegében megtagadták tőle a nemzetközi versenyeken való részvételt, ezzel megfosztva a versenyzés lehetőségétől; 1953-ban abbahagyta az úszást. 1955-ben, mivel nem volt hajlandó békekölcsönt jegyezni, még állásából is elbocsátották. Sokáig a hallgatás fala vette körül, sportolói körökben lehetőleg a nevét sem ejtették ki ezután. Barátai segítségével új munkát kapott, textiltechnikusként dolgozott tovább.
1982. december 12-én a Magyar Úszó Szövetség negyven úszónak – köztük Mitró Györgynek – a Magyarország örökös úszóbajnoka címet adományozta.
Mitró György életének 80. évében, hosszú, súlyos betegség után hunyt el. Családja, rokonai, barátai, sporttársai és tisztelői 2010. január 22-én, pénteken reggel 9 óra 45 perckor a  budapesti Farkasréti temető Makovecz-terméből kísérték utolsó útjára.

## Sporteredményei
- olimpiai 2. helyezett (1948: 4 × 200 m gyorsváltó)
- olimpiai 3. helyezett (1948: 1500 m gyors)
- olimpiai 5. helyezett (1948: 400 m gyors)
- Európa-bajnok (1947: 1500 m gyors)
- Európa-bajnoki 2. helyezett (1947: 400 m gyors)
- Európa-bajnoki 3. helyezett (1947: 4 × 200 m gyorsváltó)
- főiskolai világbajnoki 2. helyezett (1949: 1500 m gyors)
- párizsi Grand Prix-győztes (1949: 4 × 200 m gyors)
- tizenegyszeres magyar bajnok
- Európa-csúcsai:
  - 800 m gyors (1948 – 10:01,0)
  - 1000 m gyors (1948 – 12:48,4)
  - 4 × 200 m gyorsváltó (1948 – 8:57,4 ; 8:53,6 ; 8:48,4)

## Rekordjai
400 m gyors
- 4:53,0 (1947. július, Budapest) ifjúsági országos csúcs
- 4:47,0 (1947. augusztus, Budapest) ifjúsági országos csúcs
- 4:46,4 (1948. július 16., Budapest) ifjúsági országos csúcs

800 m gyors
- 10:01,8 (1948. május 16., Budapest) felnőtt és ifjúsági országos csúcs

1500 m gyors
- 19:28 (1947. szeptember 10., Monte Carlo) felnőtt és ifjúsági országos csúcs
- 19:22 (1948. június 20., Budapest) felnőtt és ifjúsági országos csúcs

## Díjai, elismerései
- Magyar Köztársasági Érdemérem arany fokozat (1947)[2]
- Magyar Köztársasági Sportérdemérem bronz fokozat (1949)[3]